# كأس الأمير 1989–90
أقيمت بطولة كأس الأمير التاسعة والعشرون في موسم 1989/1990، وشارك في تلك البطولة جميع الفرق، وقد أقيمت البطولة بنظام الذهاب والإياب.

## الفرق المشاركة
- نادي اليرموك
- نادي خيطان
- نادي الساحل الكويتي
- نادي النصر الكويتي
- نادي الكويت
- نادي التضامن الكويتي
- نادي الشباب الكويتي
- نادي الصليبيخات
- نادي السالمية
- نادي الفحيحيل
- نادي كاظمة
- نادي الجهراء
- نادي العربي الكويتي
- نادي القادسية الكويتي

## الدور التمهيدي
- نادي اليرموك × نادي خيطان (0:1) و(1:1)
- نادي الساحل الكويتي × نادي النصر الكويتي (0:1) و(0:2)
- نادي الكويت × نادي التضامن الكويتي (0:1) و(0:2)
- نادي الشباب الكويتي × نادي الصليبيخات (0:1) و(2:2)
- نادي السالمية × نادي الفحيحيل (1:2) و(0:1)
- نادي كاظمة × نادي الجهراء (0:1) و(1:2)

## الدور الربع نهائي
- نادي العربي الكويتي × نادي خيطان (0:1) و(1:1)
- نادي الساحل الكويتي × نادي الكويت (1:1) و(4:5)
- نادي القادسية الكويتي × نادي الشباب الكويتي (1:3) و(0:6)
- نادي كاظمة × نادي السالمية (1:2) و(1:1)

## الدور النصف نهائي
- نادي العربي الكويتي × نادي الساحل الكويتي (1:2) و(0:1)
- نادي كاظمة × نادي القادسية الكويتي (0:1) و(1:3)

## النهائي
- نادي كاظمة × نادي العربي الكويتي (1:1) (2:4) ضربات جزاء ترجيحية.

سجل هدف كاظمة :
- مشعل الفودري

سجل هدف العربي :
- عبد الله منصور

سجل لكاظمة : قاسم حمزة - عبد الحميد العسعوسي - بدر حجي - محمد عبد الرحمن.
سجل للعربي : حميد باشا - أحمد عسكر.

## هداف البطولة
- محمد عبد الرحمن (كاظمة) ومؤيد الحداد (القادسية) 4 أهداف.